# بند بارك (غوهران)
بند بارك (بالفارسية: بند بارک) هي قرية تقع في إيران في قسم غوهران الريفي. يقدر عدد سكانها بـ 213 نسمة بحسب إحصاء 2016.